# Rhyacophila narvae
Rhyacophila narvae är en nattsländeart som beskrevs av Navás 1926. Rhyacophila narvae ingår i släktet Rhyacophila och familjen rovnattsländor. Inga underarter finns listade i Catalogue of Life.